# As-20
Fenilarsina (CAS: 822-65-1) e Difenilarsina (CAS: 829-83-4) é uma mistura de organoarsênicos. Apresenta pouco uso prático.